# Black File
Black File（ブラック・ファイル）は、スペースシャワーTVで放送されているブラックミュージック専門の音楽番組である。
番組全編をYouTubeで公開する等、web展開もいち早く行っていたが、2025年3月に更新を終了。

## 放送時間
2006年4月 - 2007年3月
- 火曜 23:00 - 24:00
- 水曜 21:00 - 22:00
- 木曜 14:00 - 15:00
- 日曜 24:00 - 25:00

2007年4月 - 2008年3月
- 月曜 24:00 - 25:00
- 火曜 21:00 - 22:00
- 日曜 26:00 - 27:00

2008年4月 -
- 木曜 25:00～26:00
- 土曜 26:00～27:00

- 2010年6月
- 木曜 21:00 - 22:00
- 日曜 25:00 - 26:00

2010年7月 -
- 月曜 24:00 - 25:00
- 水曜 23:00 - 24:00
- 土曜 26:00 - 27:00
- 日曜 25:00 - 26:00

-
- 第二火曜日 25:00 - 26:00（リピート放送は月内1回、不定）

## コーナー
- INTERVIEW
- LIVE
- オタク IN THE HOOD
- BURN OUT!
- BBPTV!
- RAPPIN' WITH THE RICKSTER
- 第三会議室

過去にはSTUDIO LIVEやBIG BANG等のコーナーもあった。